# Joseph Jacotot
Jean Joseph Jacotot, né à Dijon le 4 mars 1770, mort à Paris le 30 juillet 1840, est un pédagogue français, créateur d'une méthode d'enseignement, dite « méthode Jacotot ».

## Biographie

### Jeunesse et formation académique
Joseph Jacotot est le fils de Henri Jacotot, marchand boucher à Dijon, et de Claudine Tardy. Il est l'aîné de onze enfants.
Il fait ses études secondaires au lycée de Dijon où il est un étudiant travailleur et intelligent, mais considéré par ses maîtres comme indiscipliné et peu disposé à accepter ce qui ne lui parait pas évident et ne repose que sur l’autorité de la parole du maître, laquelle a pour lui simple valeur d’opinion.
Esprit indépendant, perspicace, épris de discerner le vrai au milieu de tout ce qui a la prétention de l’être, il est docteur ès lettres et professeur d’Humanités à dix-neuf ans. Afin de justifier la confiance dont on l’honore, il étudie le droit et devient avocat et docteur en droit. Puis il entreprend des études approfondies de mathématiques et obtient un troisième doctorat.

### Implication dans la Révolution française
En 1788, il organise la fédération de la jeunesse Dijonnaise avec celle de Bretagne et d’autres provinces, pour la défense des principes révolutionnaires.
En 1792, sa compagnie  demande à aller combattre l'ennemi ; le ministre de la Guerre l’envoie en renfort à l’armée du Nord. Elle prend  part à la courte campagne de Belgique, assiste au siège de Maastricht.
Le 27 juin 1794 (le 9 messidor an II de la République française) à Paris, il épouse Marie Catherine Joseph Désirée Defacqz, née à Chimay en 1774, issue d'une honorable famille des Pays-Bas autrichiens, dont plusieurs membres étaient juristes ou hommes de loi. Ainsi, l'un de ses beaux-frères, Marie Louis Joseph Defacqz, qui sera le père du juriste Eugène Defacqz, fut officier — capitaine d'infanterie — dans l'armée française à partir de 1792, puis commissaire du Directoire à Ath.

### Carrière professorale
En 1795, il devient professeur à l’école centrale de Dijon. Condorcet avait présenté à l'Assemblée législative les 20 et 21 avril 1792, un projet novateur s'appuyant sur l'égalité des citoyens et la nécessaire formation intellectuelle et professionnelle qui leur est due. Son projet n'avait pas été adopté mais les écoles centrales (1795-1802) s'en inspirent largement et reprennent son idée de l'accès aux connaissances pour tous, en donnant l'avantage aux sciences.
C'est donc à l'école centrale de Dijon que Jacotot est nommé comme enseignant de physique-chimie. Il remarque d'ailleurs que son cours public est fréquenté par de nombreux « amateurs » et que les auditeurs libres sont souvent en plus grand nombre que les élèves proprement dits, ce qui reflète bien l'attente sociale devant les leçons et les expériences de physique et chimie, qui avaient jusque-là été enseignées dans le domaine de la philosophie.
Il devient sous l’Empire, secrétaire du ministre de la Guerre, puis sous-directeur de l’École polytechnique ; pendant les Cent-Jours, il est élu député de la Côte-d'Or à la Chambre des représentants. Il quitte la France lors de la Seconde Restauration et se retire en Belgique. Il y est nommé professeur de littérature française à l’université d'État de Louvain, puis directeur de l’École militaire.
Il ne rentre en France qu’en 1830 après la révolution de juillet, se fixant quelques années à Valenciennes, avant de s’établir à Paris en 1838 où il meurt deux ans plus tard.
Embaumé par le docteur Gannal, suivant le procédé de celui-ci, il est inhumé à Paris au cimetière du Père-Lachaise (49e division). Gravée sur sa tombe, l'épitaphe mentionne : « Je crois que Dieu a créé l’âme humaine capable de s’instruire seule et sans maître. »

## La méthode Jacotot

### Origines
À Louvain, chargé d’enseigner le français à des étudiants dont il ne comprend pas la langue, il leur demande d’étudier une édition bilingue du Télémaque de Fénelon. Par l’étude du texte et de sa traduction, et sans explications du maître, les étudiants se révèlent capables d’appréhender le fonctionnement de la phrase en français et de raconter « en français » ce qu’ils ont compris du roman. Cette expérience conduit Jacotot à proposer une méthode d’enseignement qui s’oppose à la méthode classique en ce qu’elle repose sur la révélation de la capacité d’apprendre par lui-même à l’individu plutôt qu’au transfert du savoir du maître à l’étudiant.

### Principes
L’annonce de sa  nouvelle méthode d’« enseignement universel » par laquelle il se propose d’« émanciper les intelligences » attire sur lui l’attention à partir de 1818. Théorisant son expérience il prétend en effet que tout homme, tout enfant, est en état de s’instruire seul et sans maître, qu’il suffit pour cela d’apprendre une chose dans son intégralité et de manière intensive, et d’y rapporter tout le reste ; que le rôle du maître doit se borner à diriger ou à soutenir l’attention de l’élève.
Il proclame comme bases de sa doctrine certaines maximes paradoxales qui ont été vivement critiquées :
- « Toutes les intelligences sont égales » ;
- « Qui veut peut » ;
- « Pas de maître explicateur, tout le monde peut enseigner, on peut enseigner ce qu’on ignore » ;
- « Tout est dans tout » ;
- « Avec pour corollaire pratique : sachez une chose et rapportez-y tout le reste » ;
- « On ne retient que ce qu'on répète » ;
- « Apprenez un livre et rapportez-y tous les autres » ;
- « Chacun peut s'instruire tout seul ».

Ces principes s'appliquent à tous les domaines, scientifiques, littéraires ou artistiques.

### Apprentissage d'une langue à partir d'un ouvrage littéraire

#### Lire et répéter
« Dans la première leçon, Jacotot ouvrait Télémaque, et lisait l'un après l'autre, l'élève répétant de même, les mots de la première phrase : « Calypso » — « Calypso ne » — « Calypso ne pouvait » — « Calypso ne pouvait se » — « Calypso ne pouvait se consoler » — « Calypso ne pouvait se consoler du » — « Calypso ne pouvait se consoler du départ » — « Calypso ne pouvait se consoler du départ d'Ulysse ».
« Le maître faisait aussi écrire cette phrase d'après un exemple et il vérifiait si l'élève distinguait tous les mots, toutes les syllabes, toutes les lettres. »
« Prenez garde d'aller trop vite en commençant, retenez l'élève sur la première leçon jusqu'à ce qu'il la sache imperturbablement. Il y a pour lui tant d'acquisitions à faire dans une seule phrase ; il faut être si attentif pour ne rien confondre, et répéter si souvent pour ne rien oublier ! ». »

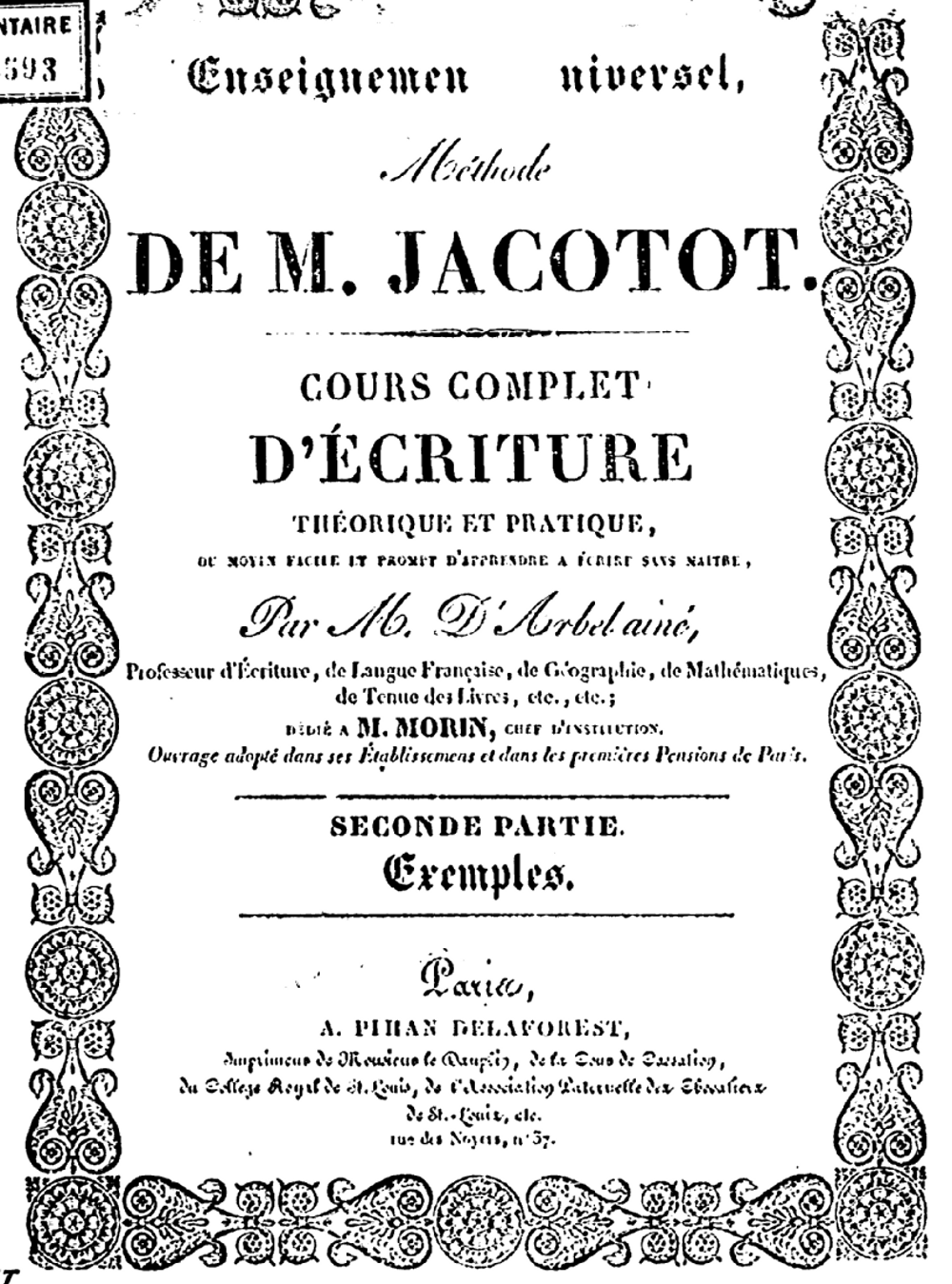
Couverture du manuel.
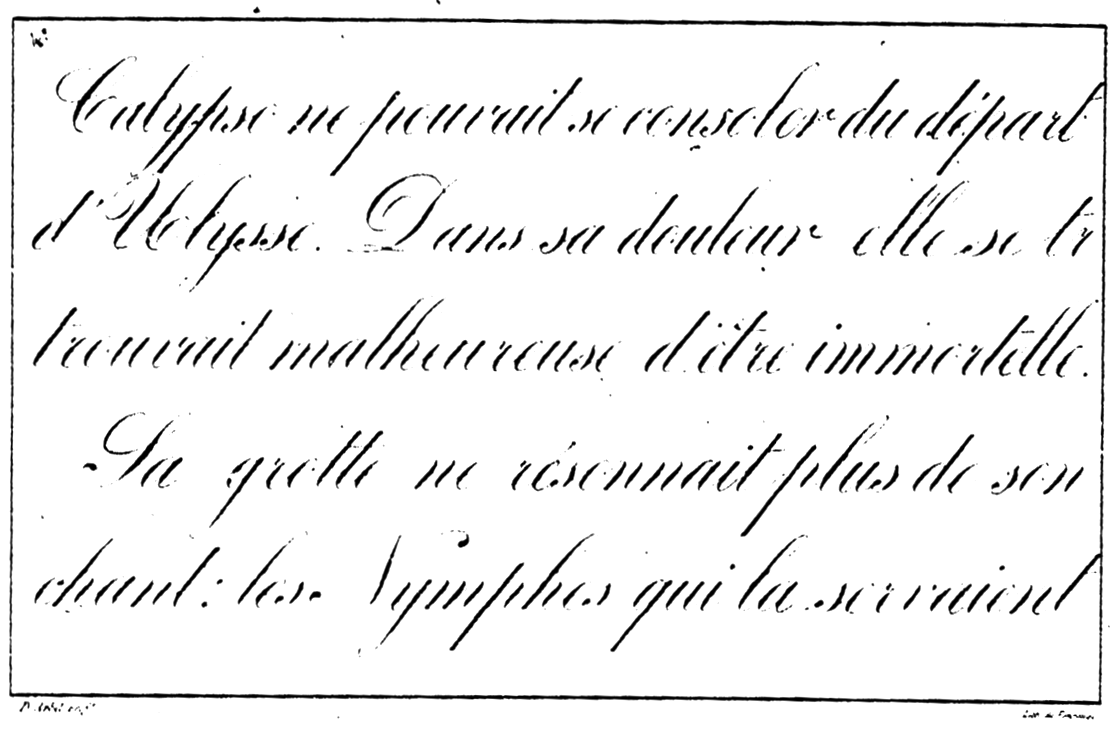
Trois premières phrases de Télémaque.
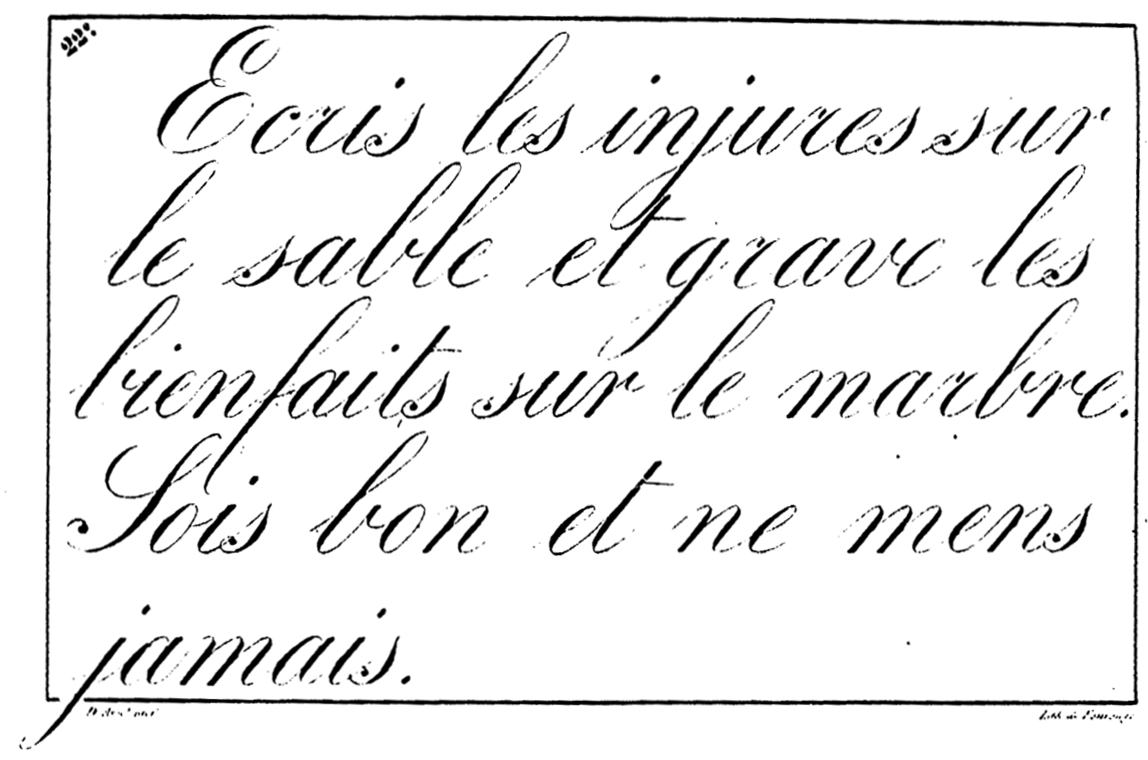
Maximes.

#### Questionner pour vérifier
Le maître prépare des exercices destinés à faire réfléchir l'apprenti sur les mots et les idées. Il ne pose que des questions dont la réponse et les mots pour la dire sont contenus dans le livre ou le passage connu, pour construire des phrases personnelles en les réutilisant.
« Premier exercice. — D. De quoi Calypso ne pouvait-elle pas se consoler ? R. Du départ d'Ulysse. — D. Faisait-il froid dans l'île de Calypso ? R. Je ne sais. — D. Regardez. R. Non, il y régnait un printemps éternel. — D. Pourquoi se promenait-elle seule ? R. Parce qu'elle était triste.
« Deuxième exercice. — D. Qu'est-ce qu'une déesse ? R. C'est un être immortel servi par des nymphes. — D. Est-ce que toutes les déesses sont servies par des nymphes ? R. Je ne sais. — D. Pourquoi l'avez-vous dit ? R. Pour répondre. — D. Il fallait dire : Calypso était servie par des nymphes ; mais j'ignore si toutes les déesses avaient des nymphes pour les servir. ».

### Débats
La méthode Jacotot suscite un grand étonnement lors de sa publication et donne lieu à une vive polémique[réf. nécessaire]dont Joseph Jacotot rend compte notamment dans la première partie de son Enseignement Universel - les mathématiques (1830) en des textes comme « Voilà le fait », « Rapport fait dans la lune » ou « Exemples de raisonnements faux », souvent emplis d’un humour féroce vis-à-vis de ceux qui, de son point de vue, contestent surtout le fait lui-même, à savoir la réussite des élèves ayant utilisé la méthode d’Enseignement Universel.
Dans son ouvrage Le Maître ignorant, Jacques Rancière s’intéresse particulièrement à la méthode introduite par Jacotot. Il en développe les principes tout en les comparant au système éducatif et social moderne essentiellement fondé sur l’inégalité admise de savoir et d’intelligence. L'exemple fourni par Jacotot permet à Jacques Rancière de critiquer le « mythe de la pédagogie », selon lequel un savoir aurait besoin d'être expliqué par le maître afin de pouvoir être compris par l'élève.

### Applications
La méthode Jacotot est utilisée, par exemple, dans une école fondée à Nantes en 1830 par René Luminais, député de Loire-Inférieure de 1830 à 1834, et pour laquelle il engage l'avocat et homme de lettres Émile Souvestre ; celui-ci a en effet publié en 1829 un Résumé de la méthode Jacotot (Mellinet, Nantes).
La méthode Jacotot est utilisée également dans un pensionnat protestant de jeunes filles, fondé et dirigé par Madame Frèrejean, d'abord à Paris, puis 41 rue de la Paroisse à Versailles. Mme Frèrejean exerce une profonde influence sur Madame Jules Favre qui lui succède à la tête de cet établissement avant de créer l’École normale supérieure de jeunes filles de Sèvres en 1881.

## Ouvrages de Joseph Jacotot
- Enseignement universel, Langue maternelle (1823)
- Musique, dessin et peinture (1824)
- Mathématiques (1827)
- Langues étrangères (1828)
- Droit et philosophie panécastiques (1837)
- A. d'Arbel aîné, Cours complet d'écriture théorique et pratique : enseignement universel, méthode de M. Jacotot, Paris, A. Pihan-Delaforest, 1835-45, 36 p. (lire en ligne)
- Lorain : Réfutation de la méthode Jacotot - Paris 1830
- Joseph Jacotot, Cours de physique expérimentale et de chimie ; à l'usage des écoles centrales, et spécialement de l'École centrale de la Côte-d'Or : Atlas de planches, Paris, Richard, Caille et Ravier, 1800, 81 p. (lire en ligne)
Joseph Jacotot, Cours de physique expérimentale et de chimie ; à l'usage des écoles centrales, et spécialement de l'École centrale de la Côte-d'Or : Tome 1, Paris, Richard, Caille et Ravier, 1800, 387 p. (lire en ligne)
Joseph Jacotot, Cours de physique expérimentale et de chimie ; à l'usage des écoles centrales, et spécialement de l'École centrale de la Côte-d'Or : Tome 2, Paris, Richard, Caille et Ravier, 1800, 403 p. (lire en ligne)